# Parabathymyrus macrophthalmus
Parabathymyrus macrophthalmus är en fiskart som beskrevs av Kamohara, 1938. Parabathymyrus macrophthalmus ingår i släktet Parabathymyrus och familjen havsålar. Inga underarter finns listade i Catalogue of Life.